# Stade de Reims

Stade de Reims, često i Stade Reims je nogomtni klub iz francuskog grada Reimsa. Trenutačno se natječe u Ligue 2.

## Uspjesi

### Domaći uspjesi
Francusko prvenstvo:
- Prvak (6): 1948./49., 1952./53., 1954./55., 1957./58., 1959./60., 1961./62.
- Drugi (3): 1947., 1954., 1963.
- Treći (4): 1948., 1950., 1957., 1961.

Francuski kup:
- Osvajač (2): 1950., 1958.
- Finalist (1): 1977.

Francuski superkup:
- Osvajač (3): 1955., 1958., 1960.
- Finalist (1): 1962.

Prvenstvo Franuske za amatere:
- Pobjednik (1): 1935.

### Europski uspjesi
Kup prvaka
- Finalist (2): 1955./56. (finale), 1958./59. (finale)

Coupe Charles Drago:
- Osvajač (1): 1954.

Copa Latina:
- Osvajač (1): 1953.
- Finalist (1): 1955

Kup Alpa:
- Osvajač (1): 1977.

## Vanjske poveznice
- Službene stranice